# Sidney Karlsson
Sidney Birger Roland Karlsson, född 22 december 1935 i Lofta, är en svensk tecknare och målare.
Karlsson är som konstnär autodidakt. Han har medverkat i ett flertal samlingsutställningar i södra Sverige. Hans konst består av marinmålningar och landskap med motiv hämtade från Smålandskusten och Öland i akvarell.  